# Eastern Boys
Eastern Boys is een Franse dramafilm uit 2013, geschreven en geregisseerd door Robin Campillo. De film ging in première op 8 september op het Internationaal filmfestival van Toronto.

## Verhaal
Een oudere ongetrouwde man, Daniel pikt nabij het station Gare du Nord in Parijs een mannelijke prostituee, Marek op en neemt hem mee naar huis. Als ’s morgens de deurbel gaat en Daniel open doet, beseft hij dat hij in de val gelopen is van een Oost-Europese bende. De hulpeloze Daniel wordt beroofd door de bende onder leiding van een jonge Rus 'le boss' genaamd en blijft achter in zijn appartement, beroofd van zijn meubels. Enkele dagen later zoekt Marek Daniel terug op en ze beginnen een relatie. Na enkele weken trekt Marek bij Daniel in, hoewel hij nog steeds onder controle blijft van 'le boss'.

## Rolverdeling
| Acteur            | Personage          |
| ----------------- | ------------------ |
| Olivier Rabourdin | Daniel             |
| Kirill Emeljanov  | Marek/Rouslan/Paul |
| Daniil Vorobjov   | Le boss            |
| Edéa Darcque      | Chelsea            |

## Prijzen & nominaties
| jaar | prijs | categorie                   | genomineerde(n)  | uitslag     |
| ---- | ----- | --------------------------- | ---------------- | ----------- |
| 2015 | César | Beste film                  | Beste film       | Genomineerd |
| 2015 | César | Beste regisseur             | Robin Campillo   | Genomineerd |
| 2015 | César | Beste jong mannelijk talent | Kirill Emeljanov | Genomineerd |